# Łasin
Łasin (niem. Lessen) – miasto w północnej Polsce, w województwie kujawsko-pomorskim, w powiecie grudziądzkim, siedziba gminy miejsko-wiejskiej Łasin, położone nad Jeziorem Łasińskim przy skrzyżowaniu drogi krajowej nr 16 z drogą wojewódzką nr 538.
W latach 1975–1998 miasto należało administracyjnie do województwa toruńskiego. Według danych GUS z 31 grudnia 2022 r. Łasin liczył 3080 mieszkańców.

## Historia

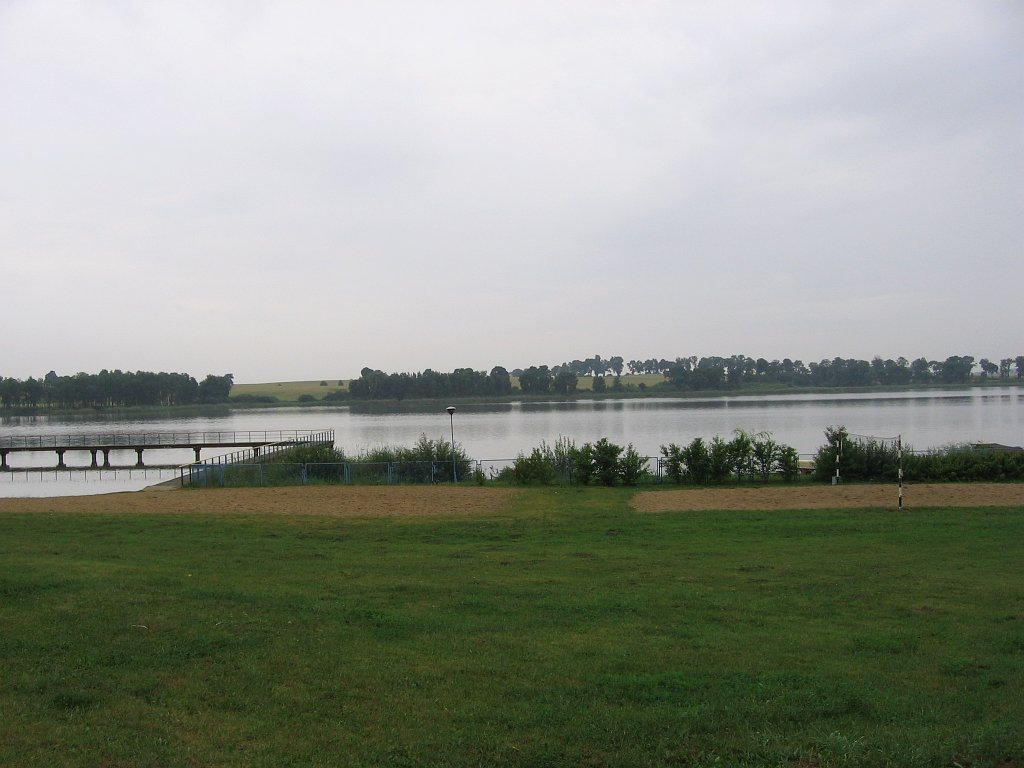
Jezioro Zamkowe w Łasinie

Położona nad jeziorem osada istniała już w czasach panowania Bolesława Chrobrego. Potwierdza to pierwsza historyczna informacja o istnieniu osady o nazwie Łasin, która pochodzi z 1014. Prawa miejskie Łasin otrzymał od Krzyżaków w 1298. Nadania praw dokonał mistrz krajowy Meinhard z Querfurtu, który wydał przywilej na założenie miasta na prawie magdeburskim Janowi z Lasu (po łac. De Nemore). Krzyżacy otoczyli miasto murami, wałami i fosami, a przylegające do miasta jeziora i trzęsawiska naturalnie wzmacniały jego obronność. Podczas wojen Królestwa Polskiego z Krzyżakami Łasin był kilkakrotnie bezskutecznie oblegany przez Polaków (również pod wodzą króla Władysława Jagiełły). Pomimo zwycięstwa pod Grunwaldem Łasin nadal pozostał przy Zakonie. Dopiero w 1461 w dzień Wszystkich Świętych, kiedy to z uwagi na święto miasto nie posiadało należytej obrony, bramy stały otworem, a załoga była niekompletna miasto zostało zdobyte, obrabowane i spalone. Za panowania krzyżackiego Łasin należał do komturstwa (a później wójtostwa) rogozińskiego. Historycznie Łasin zaliczany jest do Ziemi Chełmińskiej.

### Kalendarium
- 1014 – pierwsza historyczna informacja o istnieniu osady o nazwie Łasin
- 1298 – prawa miejskie na prawie magdeburskim
- 1306 – prawa miejskie na prawie chełmińskim
- 1455 – oddziały krzyżackie z Kwidzyna i Łasina napadły na Grudziądz i spaliły jego przedmieścia oraz spichrze.
- 1461 – Łasin powrócił do państwa polskiego
- 16 lipca 1526 – Zygmunt I Stary potwierdził przywileje nadane miastu za czasów krzyżackich
- 1628 – miasto zostało spalone przez Szwedów
- 16 kwietnia[2] 1719 – wielki pożar w mieście
- 1772 – na skutek I rozbioru Polski Łasin został przyłączony do Prus
- 1833 – utrata praw miejskich
- 1860 – odzyskanie praw miejskich
- 1886 – wybudowano linię kolejową łączącą Łasin z Gardeją
- 1892 – rozebrano mury miejskie
- 22 stycznia 1920 – powrót Łasina do Polski
- 1 września 1939, około godz. 11 – miasto zostało zajęte przez wojska niemieckie.
- 26 stycznia 1945 – miasto zostało zdobyte przez Armię Czerwoną.

## Zabytki
- kościół pw. św. Katarzyny, zbudowany w 1328 na miejscu dawnego drewnianego kościoła. Archiprezbiterialny. Wielokrotnie przebudowywany w okresie od XVII do XX wieku. Obecny kościół zbudowany jest z czerwonej cegły w stylu gotyckim. Wystrój kościoła jest renesansowo-barokowy z pierwszej połowy XVIII wieku. Na chórze znajdują się organy z pierwszej połowy XIX wieku. W XIX wieku została zbudowana drewniana dzwonnica o wysokości ok. 10 m. Umieszczone są w niej trzy dzwony odlane w Gdańsku (duży w 1719 i dwa mniejsze w 1739). Kościół nigdy nie posiadał dzwonnicy murowanej.
- wieża ciśnień (1893) przy Ochotniczej Straży Pożarnej w Łasinie
- gmach magistratu miejskiego - ratusz (1900)
- Muzeum Pożarnictwa Ziemi Pomorskiej
- pomnik ofiar II wojny światowej pochodzących z Łasina i okolic zamordowanych przez Selbstschutz. Tzw. pomnik na „Magdalence” usytuowany na miejscu dawnego kościoła pod wezwaniem św. Marii Magdaleny, który został zniszczony podczas drugiej wojny szwedzkiej w 1670.

- Muzeum Pożarnictwa Ziemi Pomorskiej, istniejące przy miejscowej OSP Łasin[3].

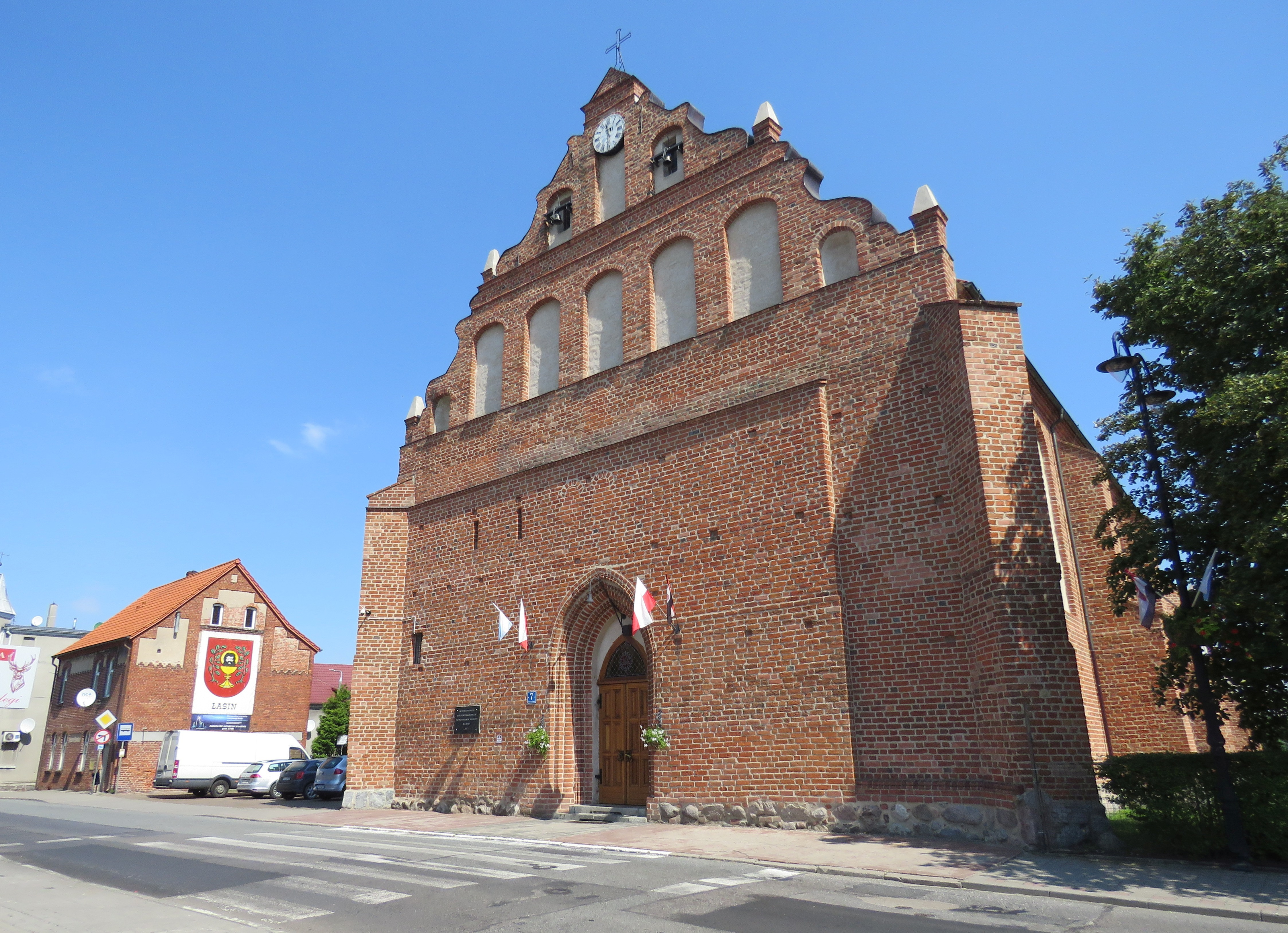
Kościół św. Katarzyny
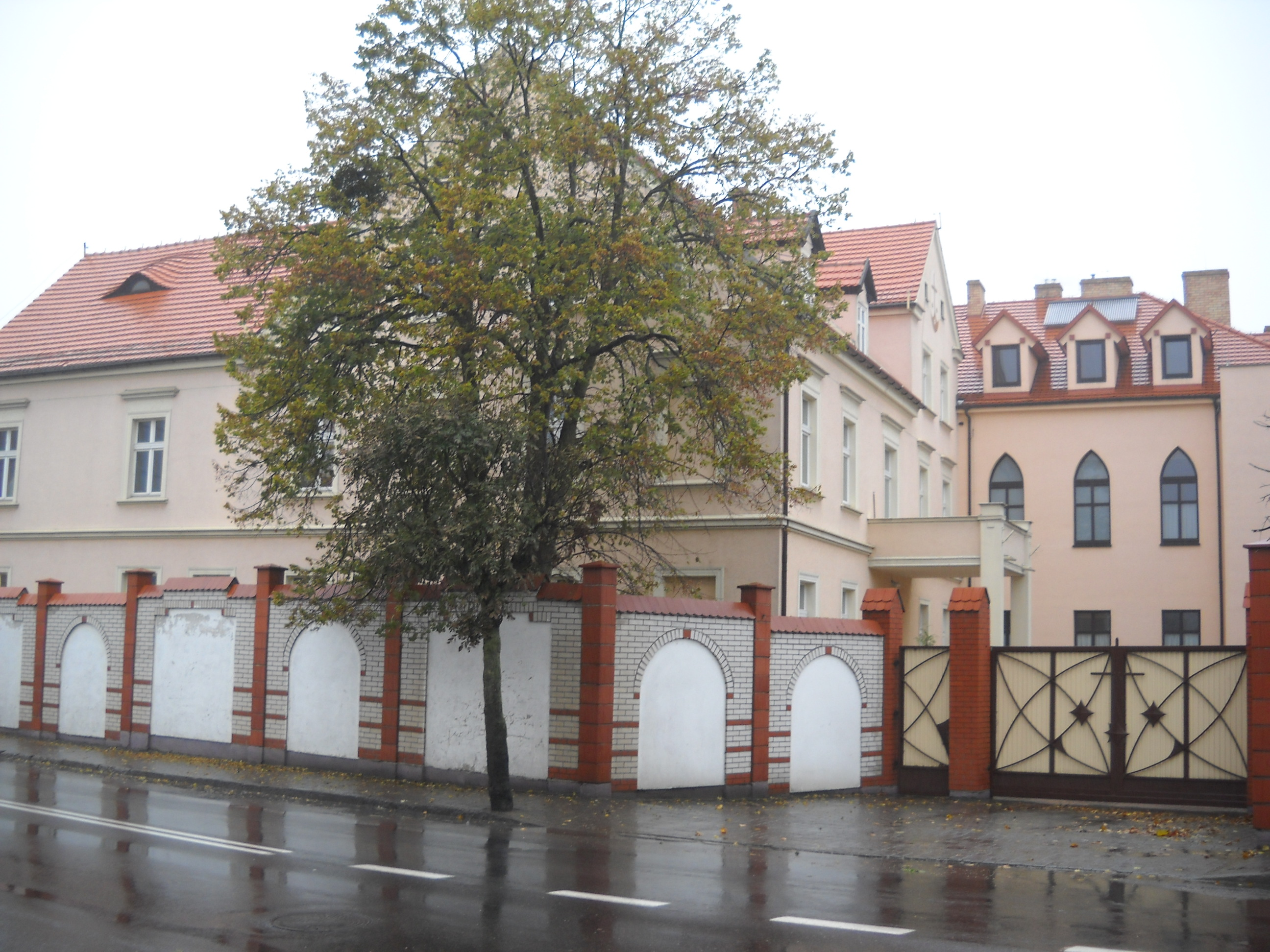
Klasztor SS. Karmelitanek Bosych
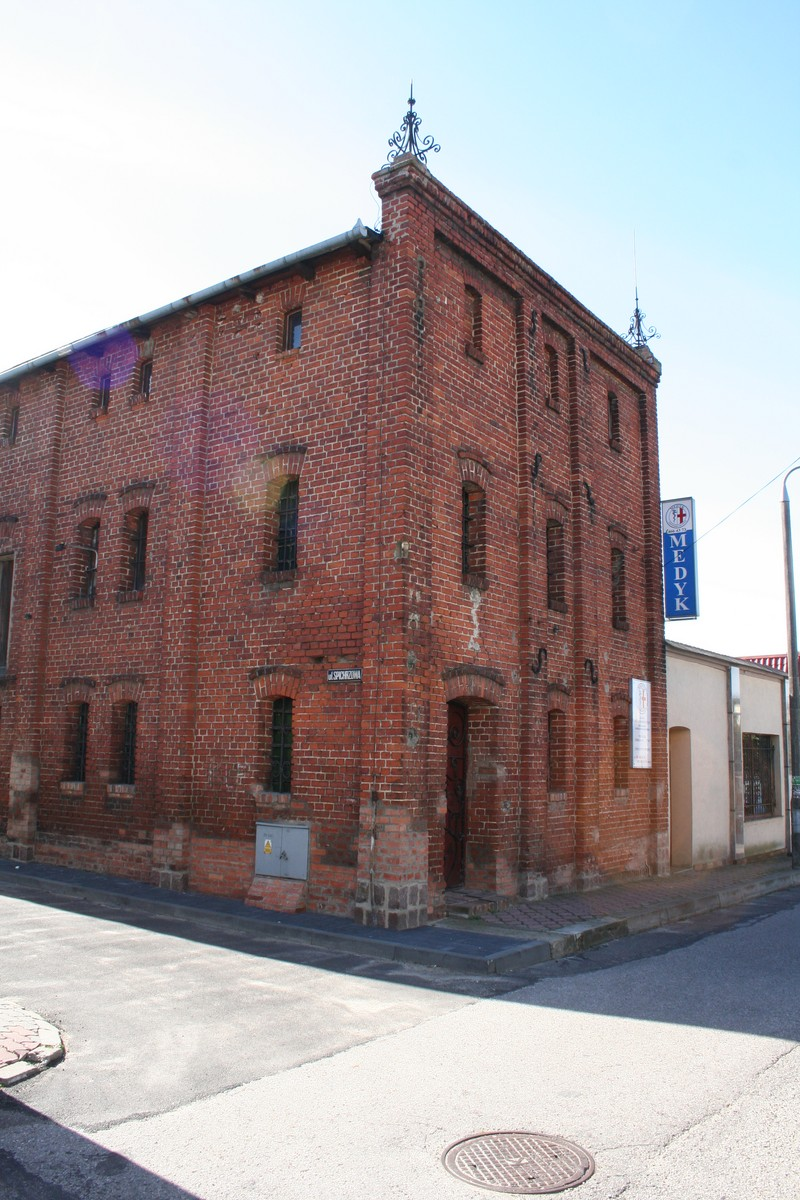
Spichlerz
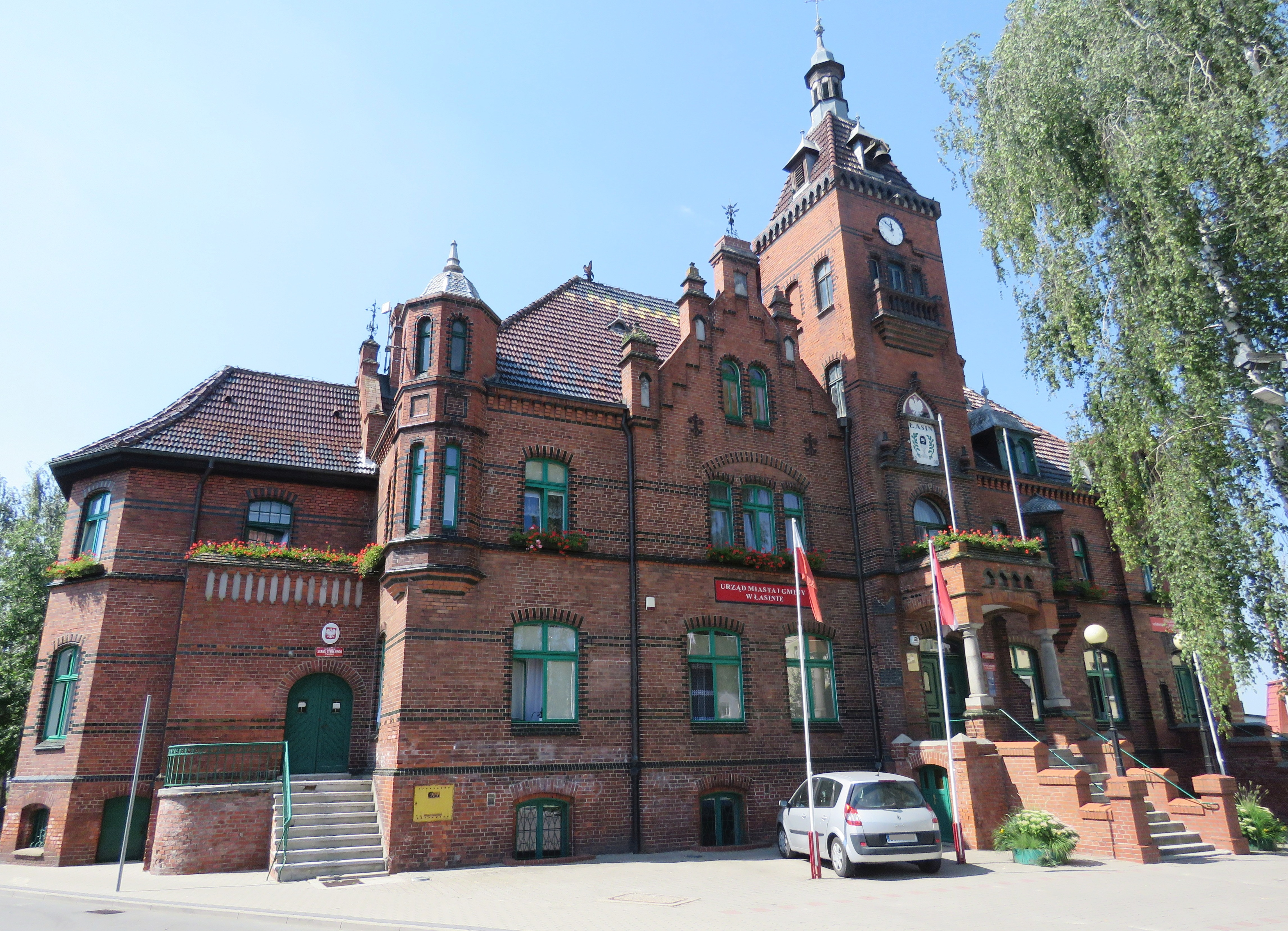
Ratusz
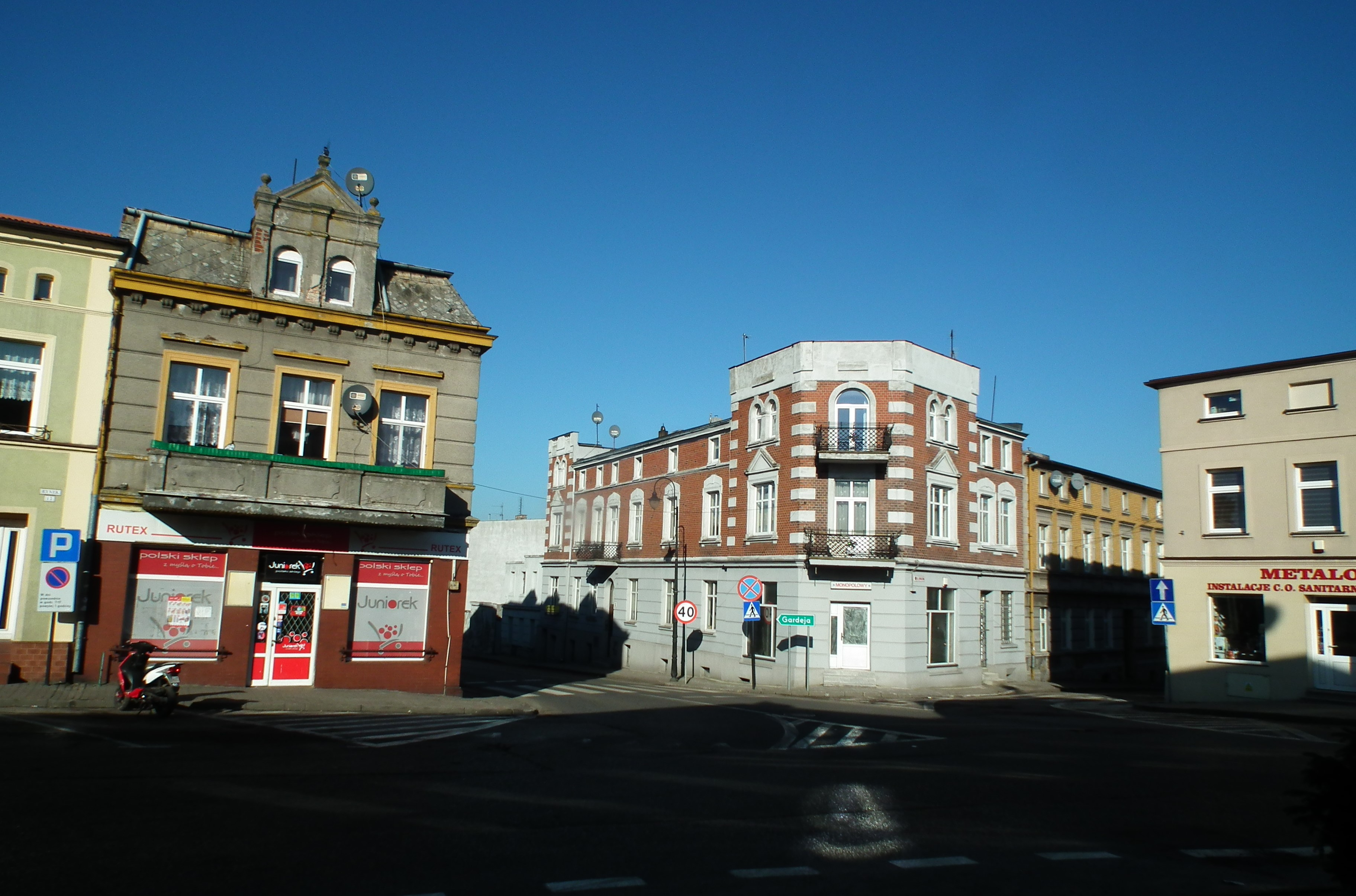
Zabudowa miejska

## Edukacja

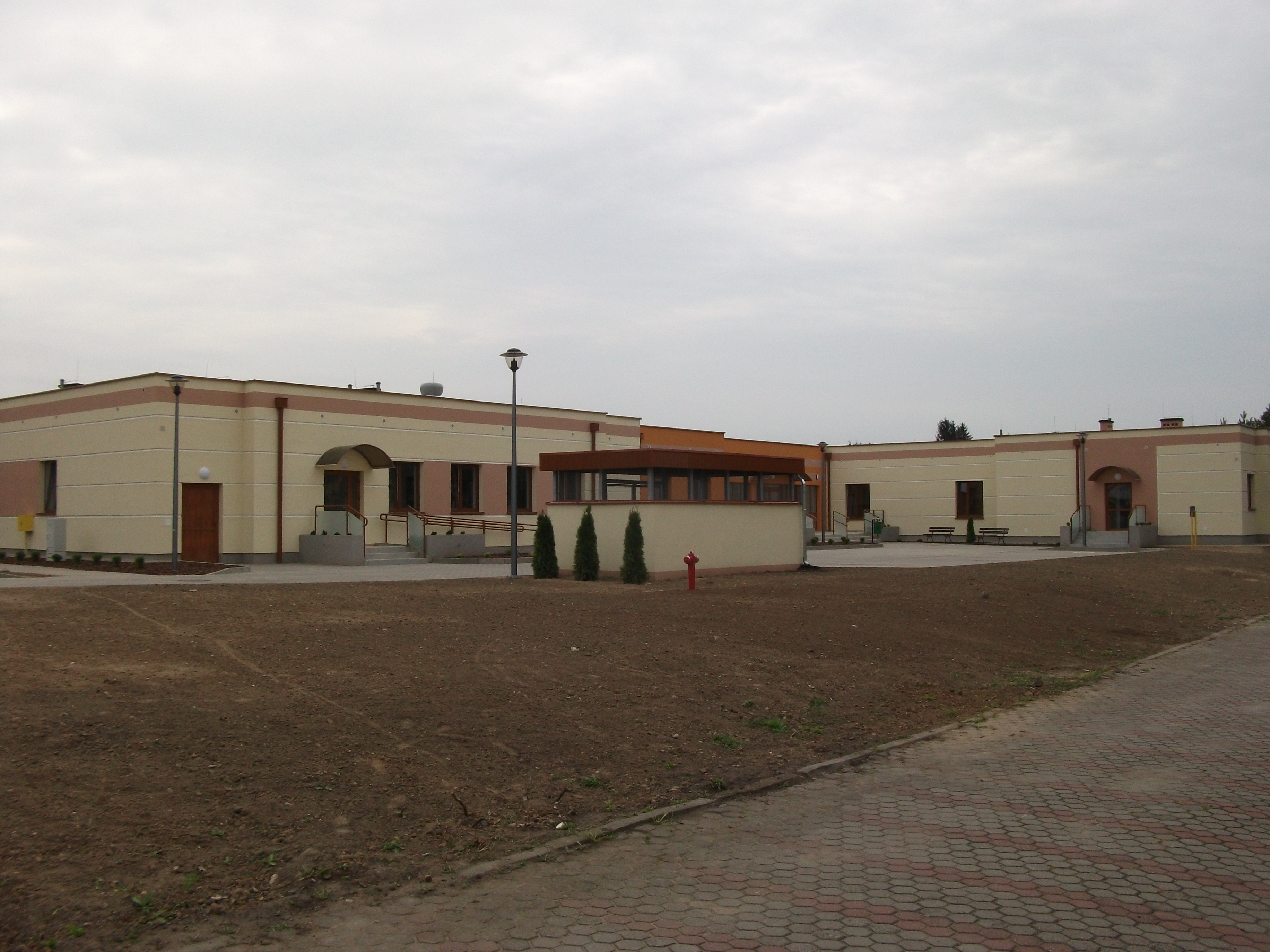
Zespół Szkół Ponadpodstawowych im. Kazimierza Jagiellończyka
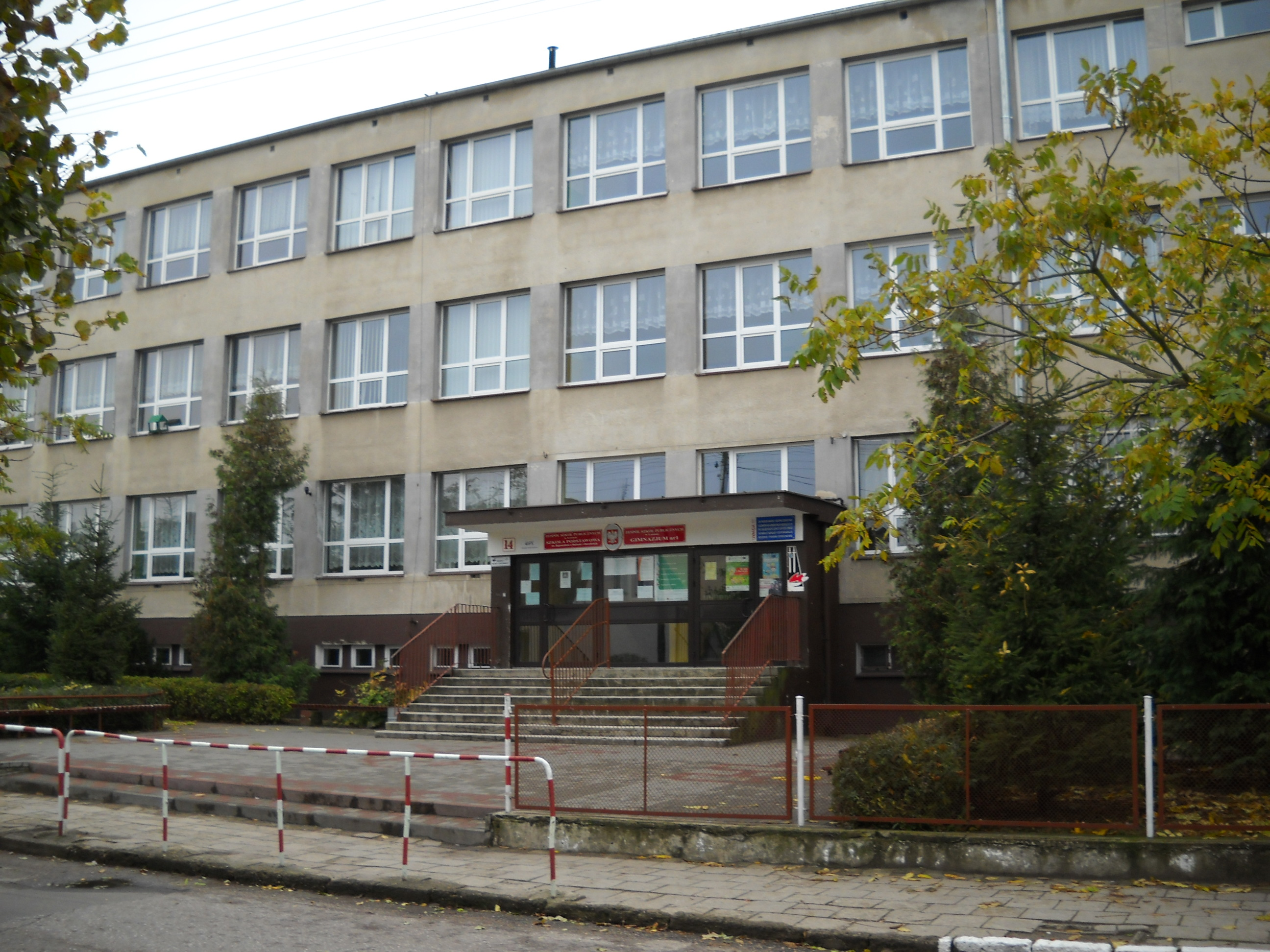
Zespół Szkół Publicznych w Łasinie - Szkoła Podstawowa
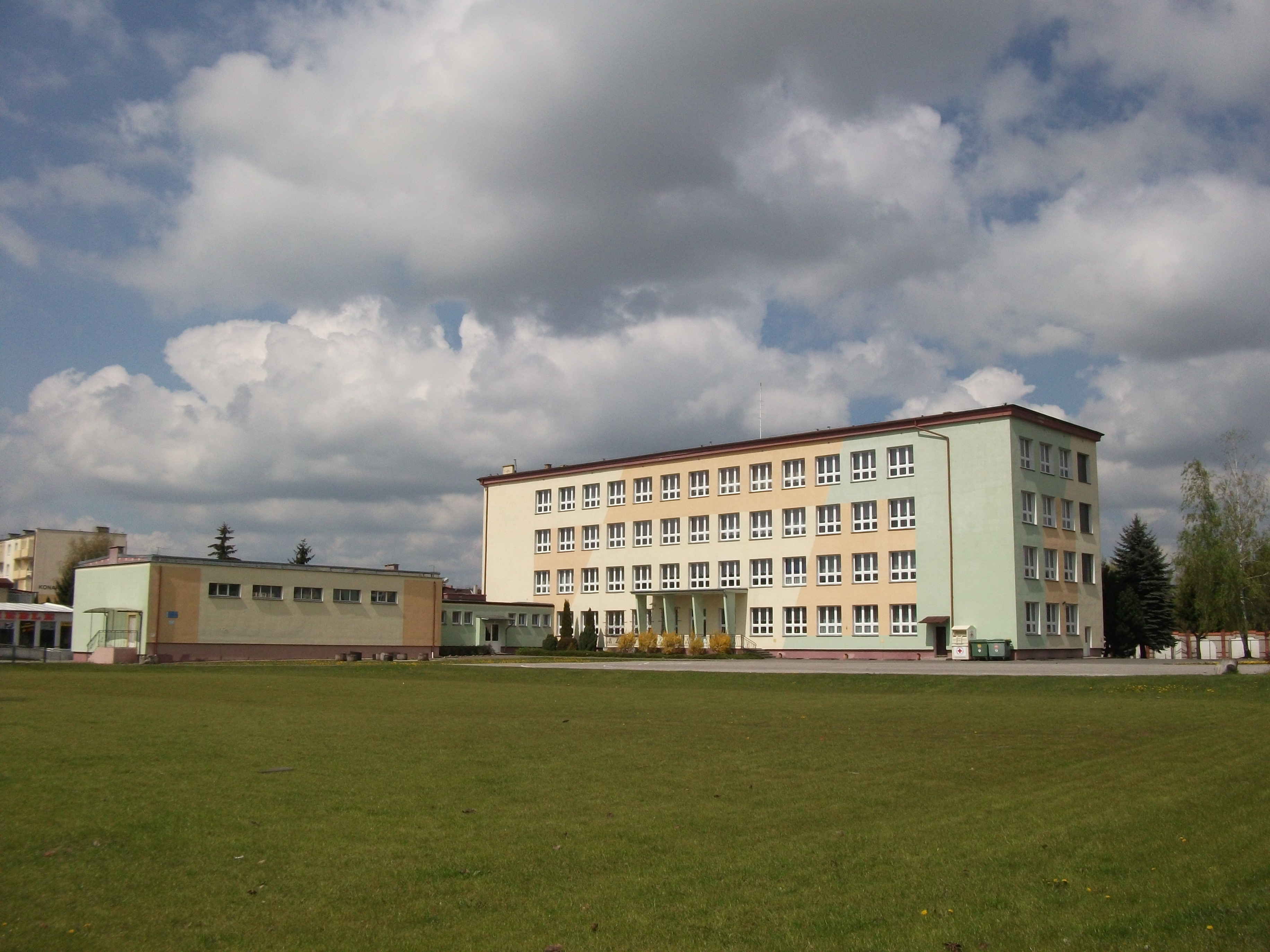
Przedszkole Miejskie w Łasinie

- Przedszkole Miejskie w Łasinie
- Szkoła Podstawowa w Łasinie
- Zespół Szkół Ponadpodstawowych w Łasinie

## Sport
W 1961 powstał Ludowy Zespół Sportowy „Piast Łasin”. Początkowo sekcja piłkarska uczestniczyła w rozgrywkach w klasie „B”. W sezonie 2013/2014 sekcja piłkarska występowała w grupie toruńskiej w klasie „A”, uzyskując awans do V ligi.
Sekcja tenisa stołowego w sezonie 2013/2014 uczestniczyła w rozgrywkach III ligi. 15 grudnia 2009 otworzono nowe boisko wybudowane w programie „Orlik 2012”.

## Opieka zdrowotna

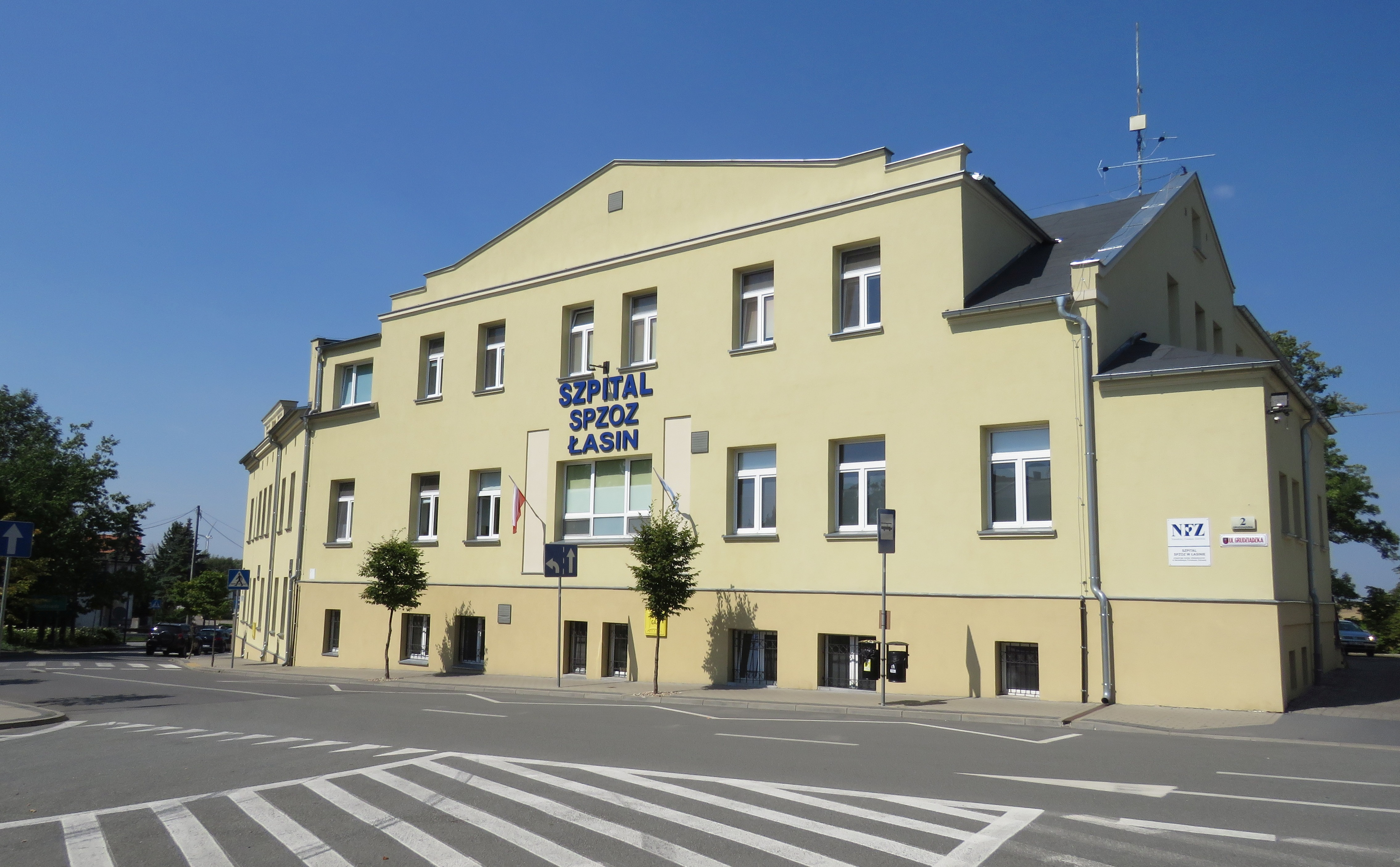
Szpital w Łasinie

- Samodzielny Publiczny Zakład Opieki Zdrowotnej im. Macieja z Miechowa w Łasinie
- Niepubliczny Zakład Opieki Zdrowotnej „MEDYK”

## Bezpieczeństwo publiczne
- Komenda Miejska Policji w Grudziądzu Posterunek w Łasinie
- Ochotnicza Straż Pożarna w Łasinie

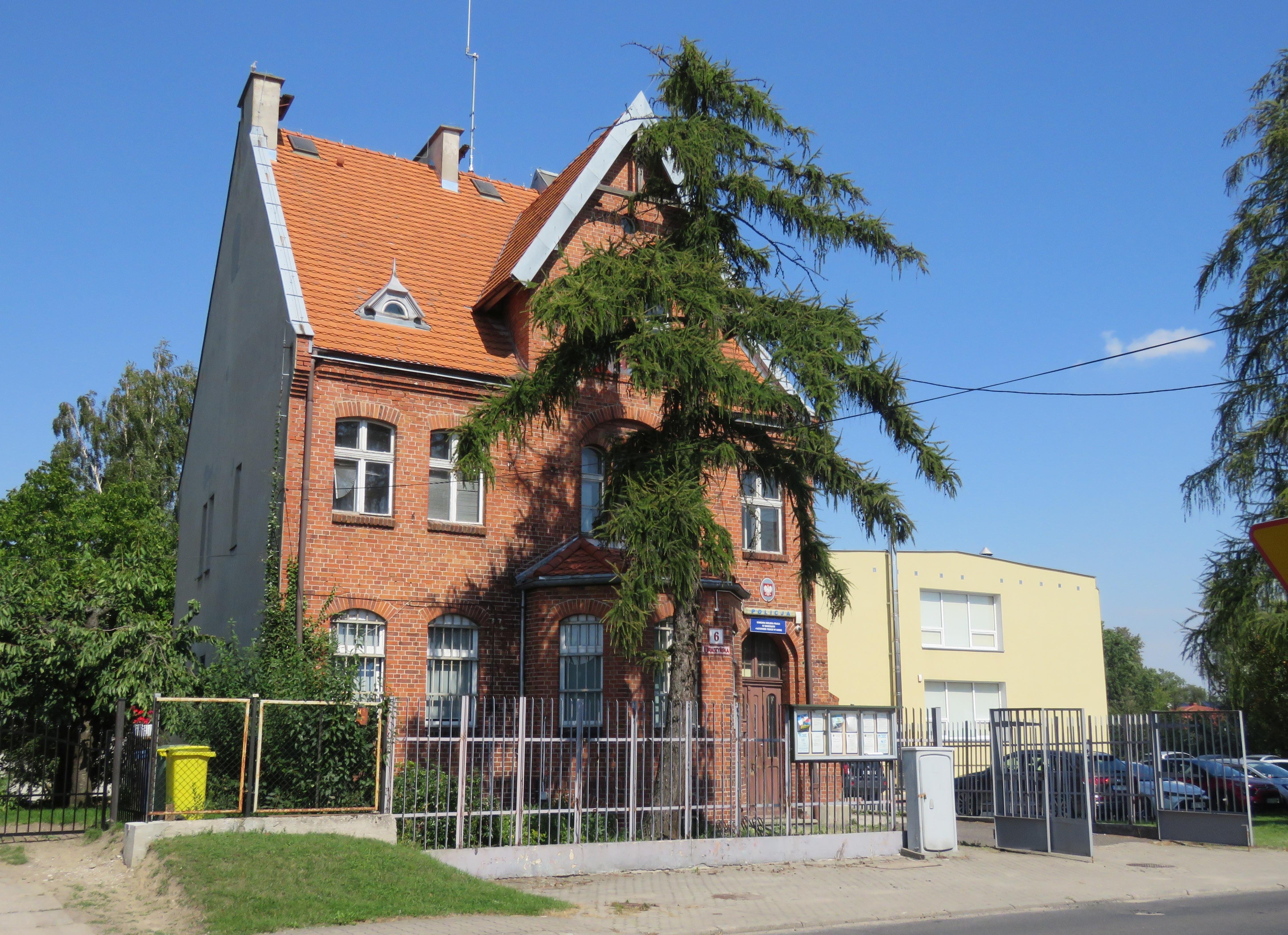
Komenda Miejska Policji w Grudziądzu – posterunek w Łasinie
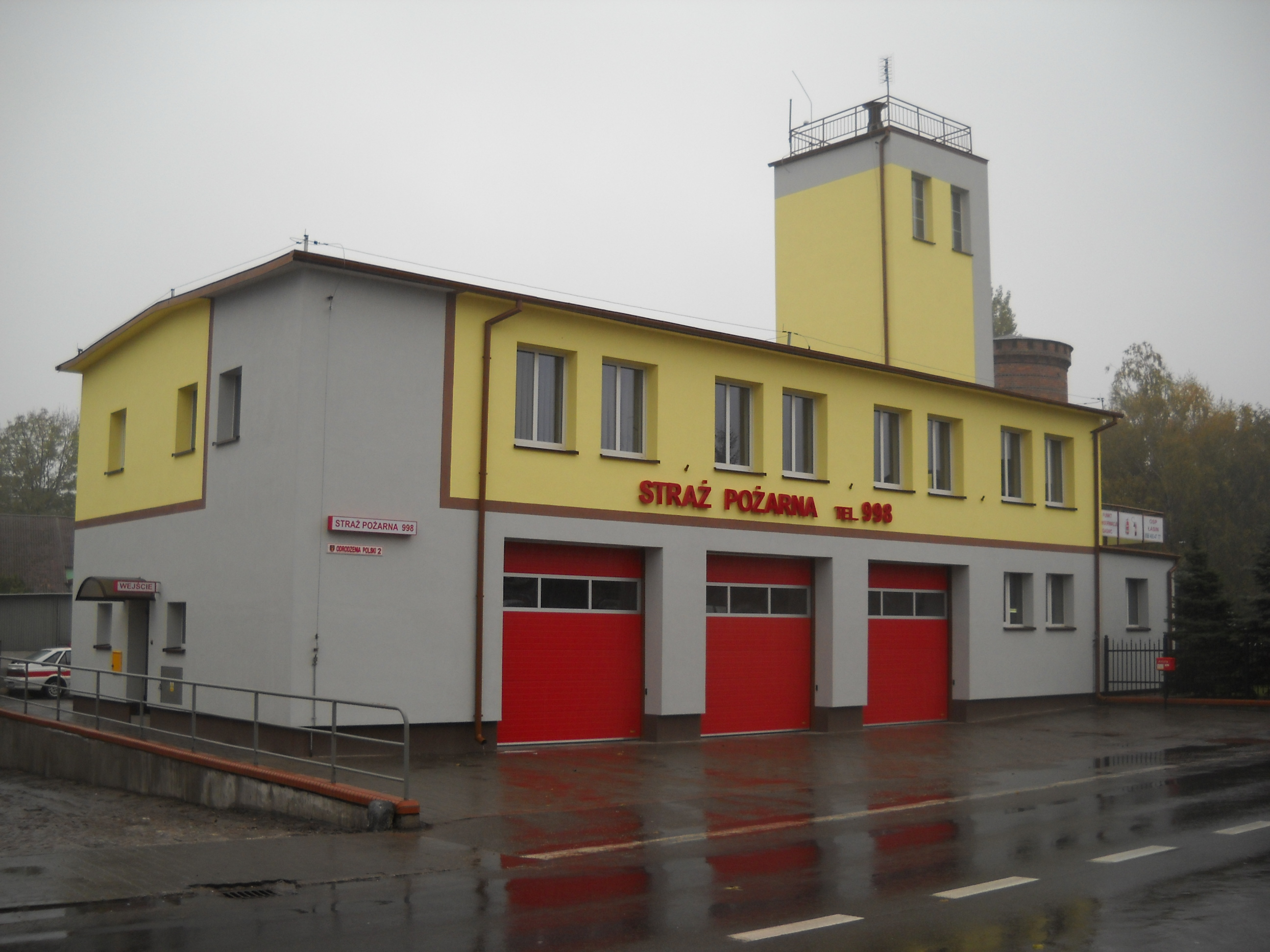
OSP w Łasinie
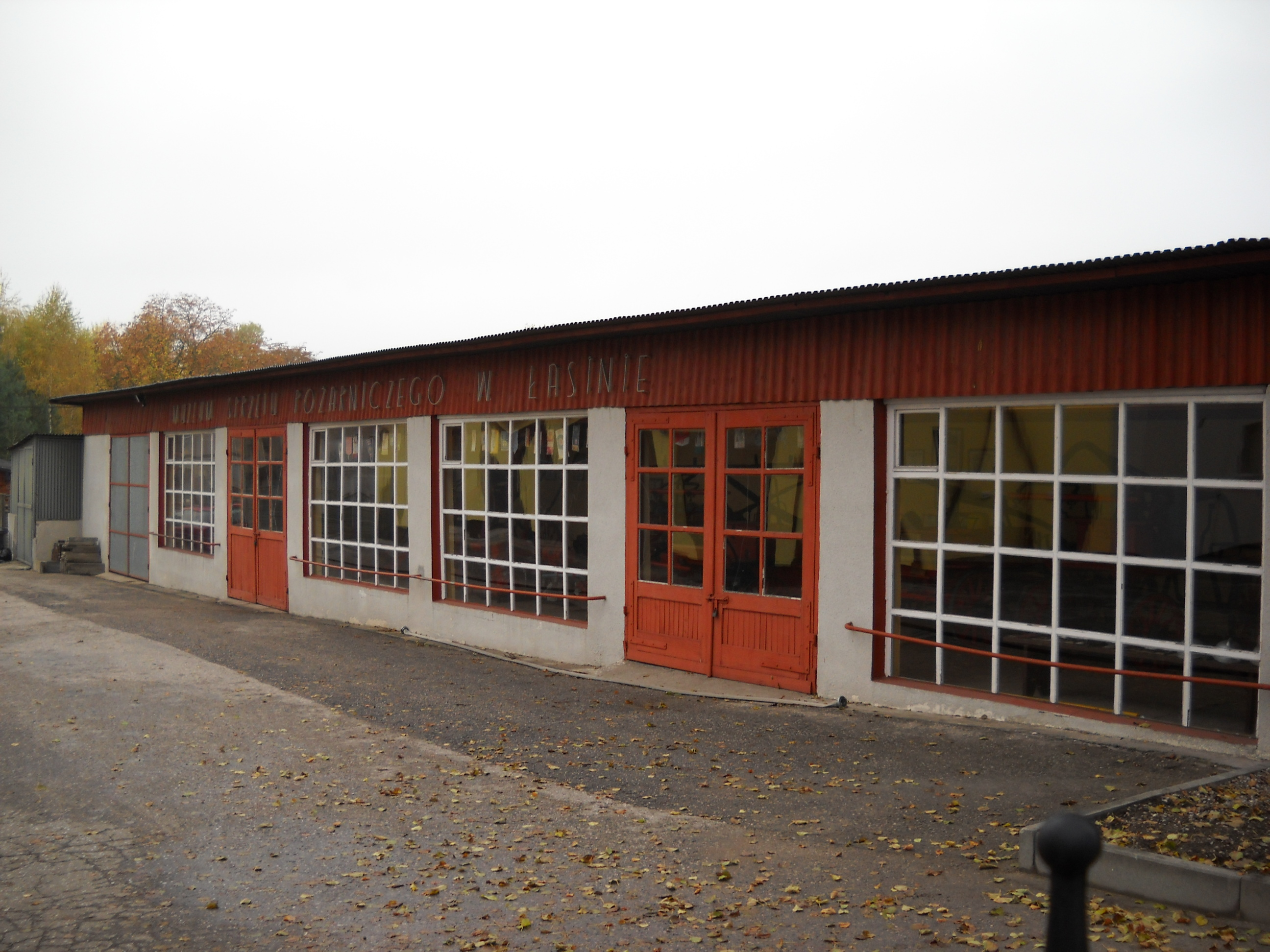
Muzeum Pożarnictwa Ziemi Pomorskiej

## Religia
Na terenie miasta działalność religijną prowadzi Kościół rzymskokatolicki, do którego należy parafii katolickiej pw. św. Katarzyny, parafia należy do Diecezji toruńskiej. Łasin jest siedzibą dziekana Dekanatu Łasińskiego. Od 25.02.1995 roku Łasinie znajduje się klasztor Sióstr Karmelitanek Bosych. Otrzymały one budynek klasztoru od sióstr Felicjanek (w Łasinie od 27 lutego 1922 roku). W Łasinie znajdowały się również neogotycki kościół i cmentarz ewangelicki przy ulicy Starej 1 oraz cmentarz żydowski.

### Populacja

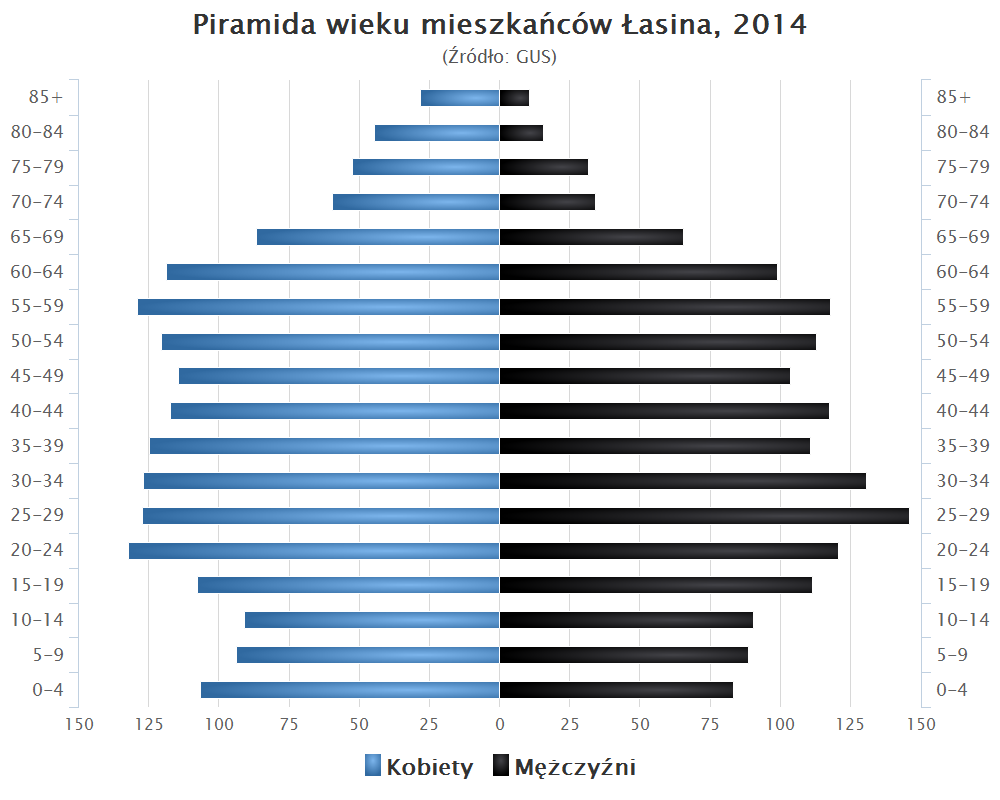
Piramida wieku mieszkańców Łasina w 2014 roku